# Муто, Акира
Акира Муто (яп. 武藤 章 Муто Акира, 15 декабря 1892 — 23 декабря 1948) — японский генерал, военный преступник.

## Биография
Родился в префектуре Кумамото. В 1913 году окончил военную академию. В 1920 — высшую военную академию. В 1923—1926 годах работал военным атташе в Германии. После возвращения из Германии занимал различные должности в Генеральном штабе Императорской армии Японии.
В период инцидента на Лугоуцяо Муто был главой отдела разведки Квантунской армии и именно он считается организатором этой провокации, которая привела к началу японо-китайской войны . После этого он был повышен до заместителя начальника штаба Центрально-Китайского фронта. Принимал участие в Нанкинской резне.
В 1939 году Муто вернулся в Японию. Он получил должность генерал-майора и после этого служил в министерстве армии. Незадолго до начала войны на Тихом океане был повышен до звания генерал-лейтенанта. В апреле 1942 года Муто был назначен командующим второй дивизии Императорской гвардии на Сингапуре. В июне 1944 года стал командующим японскими войсками на Суматре, затем в октябре того же года был переведён на должность начальника штаба 14-го фронта. По его приказу осуществлялись массовые убийства и пытки военнопленных и гражданских лиц.
После капитуляция Японии Муто был арестован американскими войсками и за военные преступления, совершённые на Филиппинах и в Китае против военнопленных и гражданских лиц, он предстал перед военным трибуналом. Муто был приговорён к казни через повешение. Приговор был приведён в исполнение 23 декабря 1948 года.